# Ресавски поштоноша
Ресавски поштоноша је периодични часопис кога је у септембру 1871. године покренуо Јован Шарић, свештеник на служби у Свилајнцу, као први лист у унутрашњости тадашње Србије.
Шарић је био издавач и главни уредник листа. Поштоноша је штампан на две стране, формат 41 x 25cm и коштао је 48 гроша. Излазио је два пута месечно, а каубојска слова у наслову листа била су у моди међу западним Србима. Штампан је у Панчеву и  дешавало се да буде више дана задржан на ћумуркани (царини) у Београду. На молбу Шарића, министар унутрашњих дела одобрава штампање у Београду. Ресавски поштоноша је објављивао вести, чланке и различите прилоге из целе Србије и Свилајнца. Објављиван је и подлистак о науци и књижевности, а на крају листа објављивани су шаљиви и забавни прилози. Лист је већ наредне 1872. године престао са излажењем, а изашло је 11 бројева.
Свој други живот лист започиње на Видовдан 1991. године. Обновио га је књижевни клув „Слово љубве” из Свилајнца и био је идентичан првом броју из 1871. године. Писало се о књижевности, поезији, фељтонистици, меморијској грађи и суђењу књигама. Већ септембра 1993. године из финансијских разлога лист поново обуставља излажење.
Информативни центар у Свилајнцу по трећи пут обнавља Поштоношу октобра 2005. године и објављује број 17. Велику подршку онављању дала је локална самоуправа и Ресавска библиотека. Лист излази периодично и обрађује локалне теме од рада скупштине, локалне самоуправе, привреде, пољопривреде, културе, спорта и других занимљивости. Приватизован је априла 2006. године по сили закона. Мења се редакција и издавач и тада постаје и локални лист за општину Деспотовац.